# Particules en suspension
Pour les articles homonymes, voir Particule et PM.
Les particules en suspension (particules fines et ultrafines) sont toutes les particules solides portées par l'eau (suspension) ou par l'air (aérosols). Elles sont généralement quantifiables par filtration ou par d'autres procédés physiques. La suite de cet article ne concerne que les particules en suspension dans l'air.
Les matières particulaires ou PM (acronyme de particulate matter en anglais) sont les particules en suspension dans l'atmosphère terrestre (aérosols atmosphériques). Un taux élevé de particules fines et ultrafines dans l'air est un facteur de risque sanitaire (maladies cardiovasculaires, altération des fonctions pulmonaires, cancer du poumon), induisant une nette diminution de l'espérance de vie. Les PM sont — dans leur ensemble — désormais classées cancérogènes pour l'homme (groupe 1) par le Centre international de recherche sur le cancer (CIRC), et leur inhalation cause ou aggrave divers troubles cardiovasculaires dont l’infarctus du myocarde, l'accident vasculaire cérébral et l’insuffisance cardiaque. L'exposition chronique aux PM amplifie ce risque et renforce l’apparition d’affections cardiométaboliques chroniques (par exemple, obésité, diabète de type 2 et hypertension artérielle). Selon l'OMS, les PM2,5 (de diamètre aérodynamique inférieur à 2,5 µm) tuent plus de quatre millions de personnes par an, et une exposition chronique à ces particules augmente le risque de maladies chroniques telles que le diabète de type 2 et l'hypertension artérielle. Des preuves récentes montrent que même à très faibles doses (sous le seuil OMS recommandé de 10 μg/m3) les PM2,5 sont encore source de surmortalité,. Enfants et personnes âgées y sont plus vulnérables.
Des politiques environnementales et le recul du charbon en Europe ont réduit certains problèmes : par exemple, le « smog » qui touchait Londres et d'autres grandes villes a presque disparu en Europe depuis les années 1960 (mais s'est développé en Asie). En France, les particules fines PM2,5, après un pic en 1991, ont diminué de 4 % par an (passant de 469 kilotonnes émises par an en 1991 à 174 kilotonnes en 2015 selon le Centre interprofessionnel technique d'études de la pollution atmosphérique (CITEPA). Le dérèglement climatique pourrait aggraver cette forme de pollution (Cf. sécheresses, incendies et vents accrus).
Les particules ultrafines (nanoparticules notamment) sont encore très mal suivies et mesurées dans l'air, mais pourraient avoir des impacts similaires ou plus graves. Des taux élevés en sont trouvés dans les tunnels routiers et les zones de grande circulation.

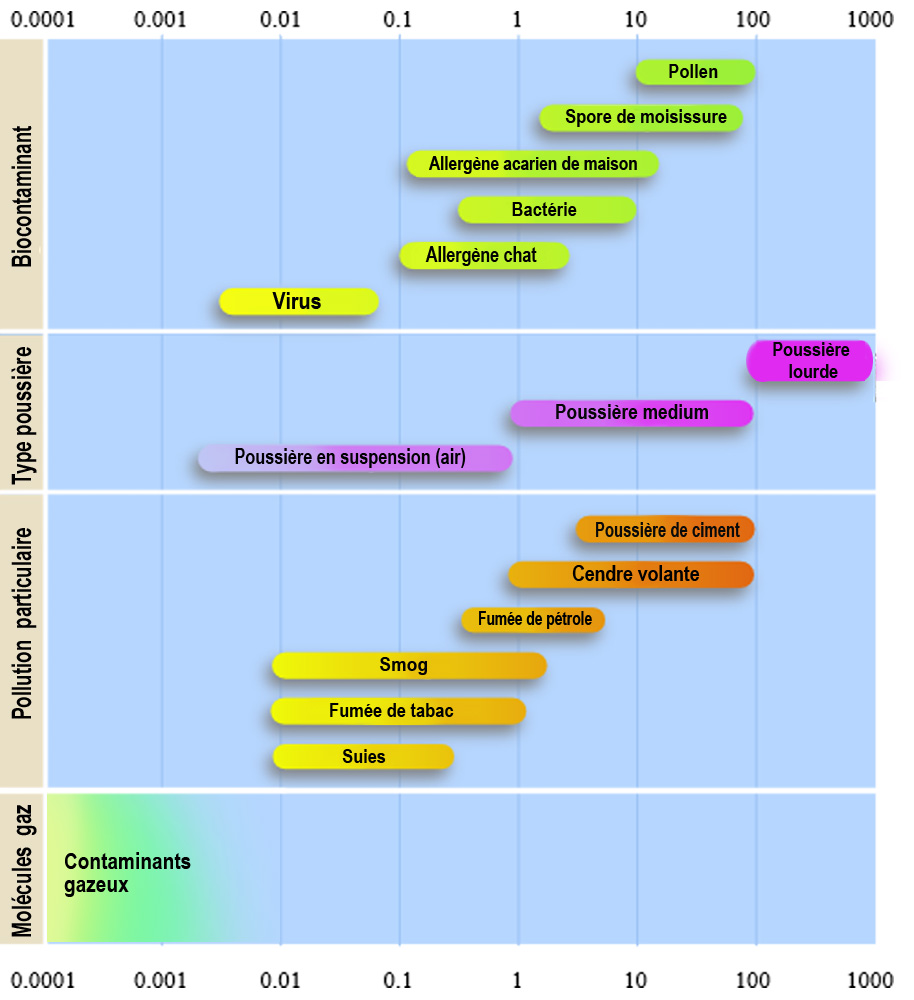
Visualisation des catégories de particules en suspension dans l'air ou aéroportées (contaminants biologiques, ou particulaires minéraux ou organiques, ou gazeux)... par nature et taille (en micromètres ; μm)

## Sources
Les particules sont d'origines anthropique et/ou naturelle.

### Origine naturelle
Trouvées en haute et moyenne altitude, les particules d'origine naturelle proviennent principalement d'éruptions volcaniques et de l'érosion éolienne naturelle ou issues de l'avancée des déserts parfois d'origine anthropique ; dans ces deux derniers cas, ce sont les tempêtes de sable et poussière qui en sont la principale origine. Les feux de forêts, de brousses, savanes ou prairies en sont une autre source, très importante dans certains pays (Brésil notamment). Une petite quantité provient de la végétation (pollens…) et des embruns.

### Activités humaines
Dans l'air intérieur, les particules fines issues d'activités humaines sont notamment émises par le tabagisme et le vapotage, la cuisson sur le feu, au gaz ou à l'électricité (qui sont les deux premières sources de particules ultrafines dans l'air intérieur). 
Dans l'air extérieur, elles proviennent notamment des feux de forêt, du chauffage (notamment au bois) et de la combustion de biomasse à l'air libre. En Suisse, en 2020, la combustion de bois a été responsable d’un neuvième des émissions de particules PM10 et d'un quart des particules PM2,5, de la combustion de combustibles fossiles dans les véhicules, les centrales thermiques et de nombreux procédés industriels ; la plupart de ces sources génèrent d'importantes quantités d'aérosols, en augmentation nette depuis deux siècles. Dans le secteur industriel, qui émet 31 % des émissions globales en France en 2012, « les normes de rejets dans l’atmosphère se durcissent et les contrôles périodiques de toutes les installations s’intensifient ». 
Sur le globe, les aérosols directement anthropiques constitueraient 10 % environ du total des aérosols atmosphériques. La pollution automobile particulaire tend à diminuer dans les pays riches (par véhicule, et pour les grosses particules), mais augmente fortement dans plusieurs pays en développement. Dans le monde, le total des particules émises par les cheminées de navires marchands, ferrys ou navires de guerre est également en forte augmentation ; une réglementation à l'échelle mondiale est en cours pour un contrôle renforcé dans ce domaine et des exigences plus strictes sur la fabrication des moteurs de bateaux.

## Suspension dans l'air
Le diamètre (diamètre aérodynamique) des particules peut varier de 0,005 à 100 micromètres. Celles en suspension (particules totales en suspension ou TSP, qui flottent dans l'air) ont en général moins de 40 micromètres de diamètre,.
Dans le cas de la pollution atmosphérique, la faible masse moyenne des particules en suspension dans l'air leur donne une vitesse de chute par gravité négligeable. Schématiquement selon la forme des particules et leur densité, on peut retenir que pour des particules classiques, leur diamètre serait sensiblement inférieur à 50 micromètres, voire dans le cas de particules très légères à 100 micromètres ; on les qualifie de microparticules.
Au-dessus de ces valeurs, les particules ne sont plus maintenues en suspension par la résistance de l'air et chutent en fonction de leur densité ; on les qualifie alors de poussières sédimentables.

Quelques sources de particules
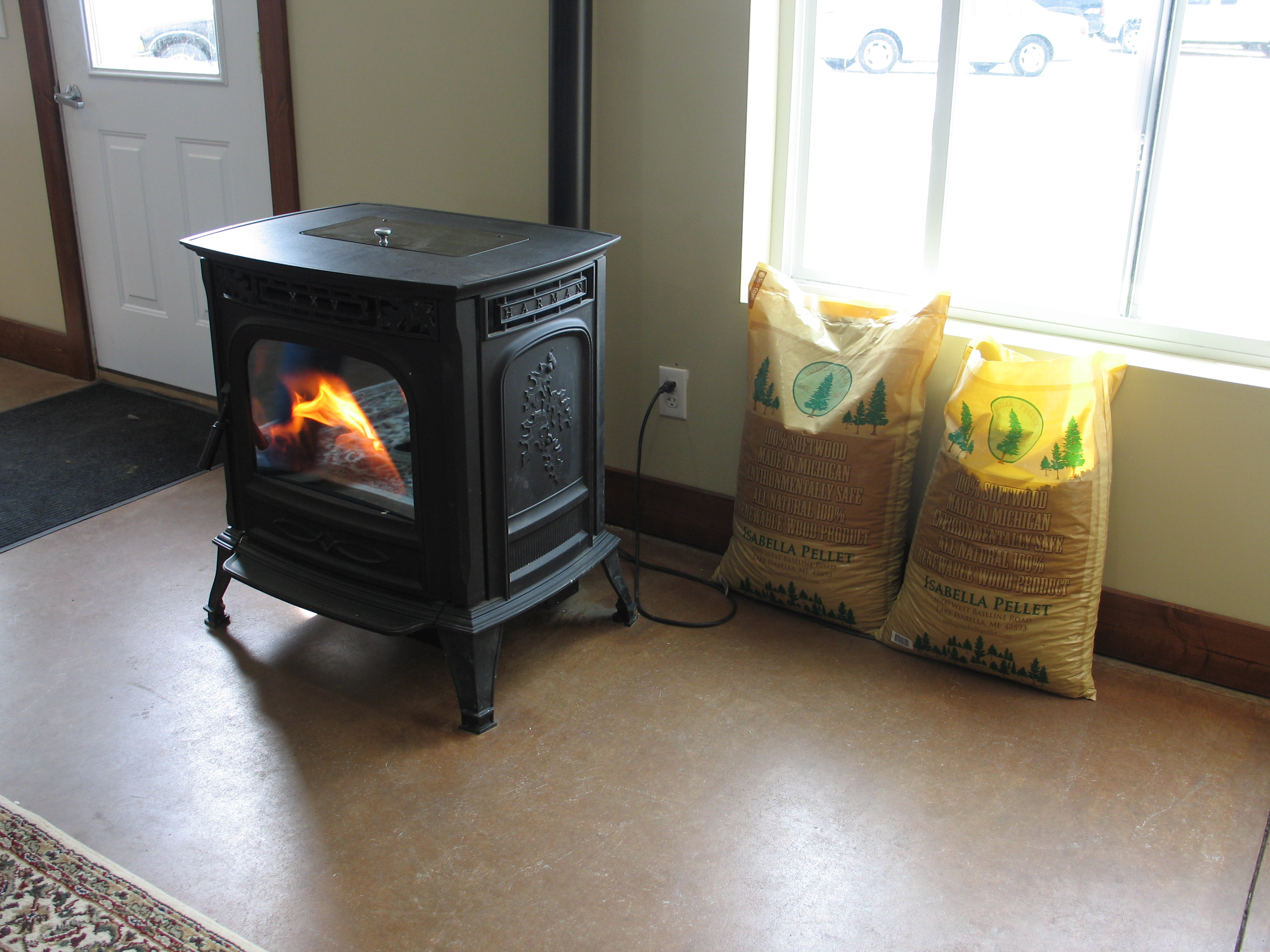
Le chauffage au bois est lourdement émissif, sauf si un filtre à particules est monté sur la cheminée.
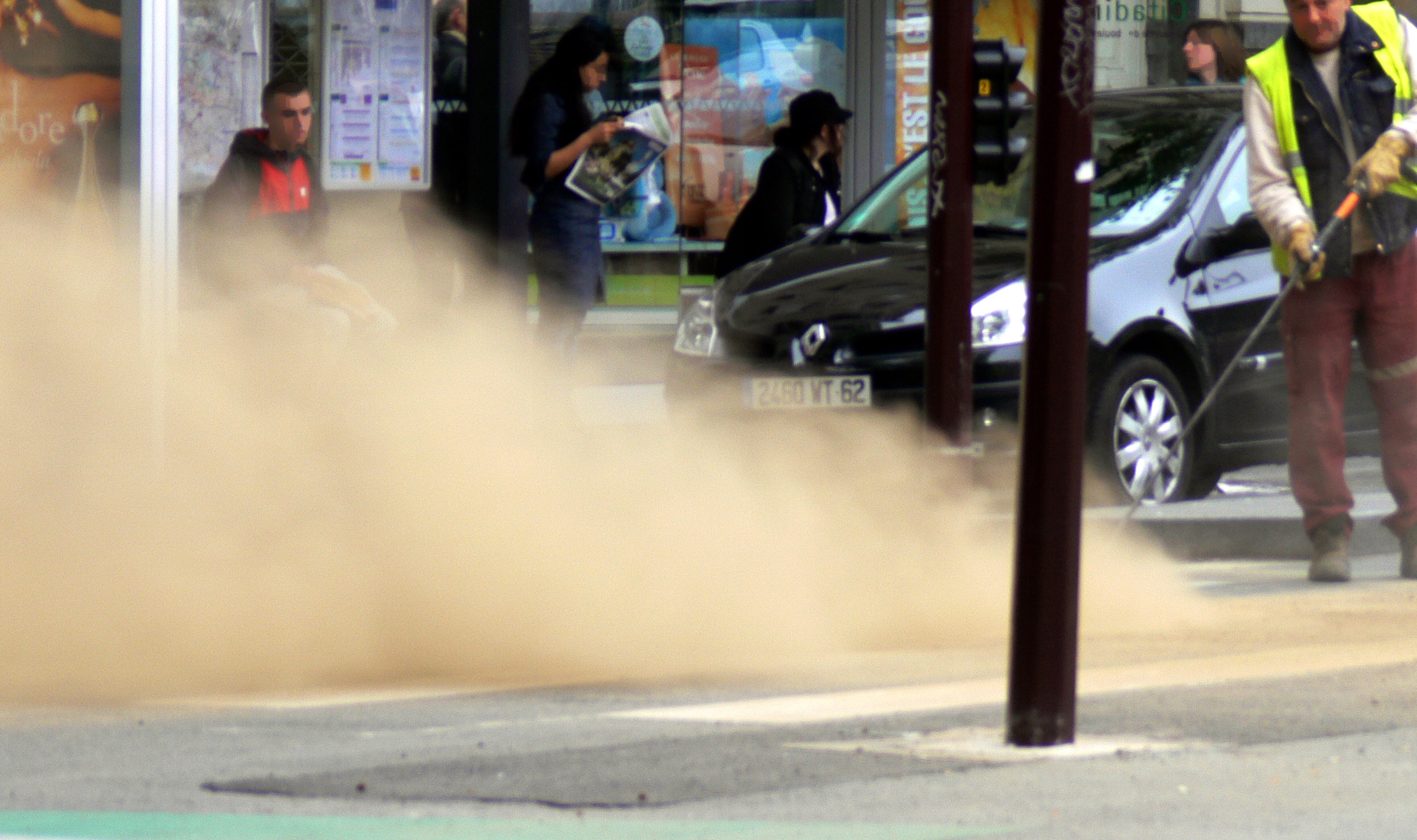
Les travaux publics sont une des nombreuses sources de particules en suspension.
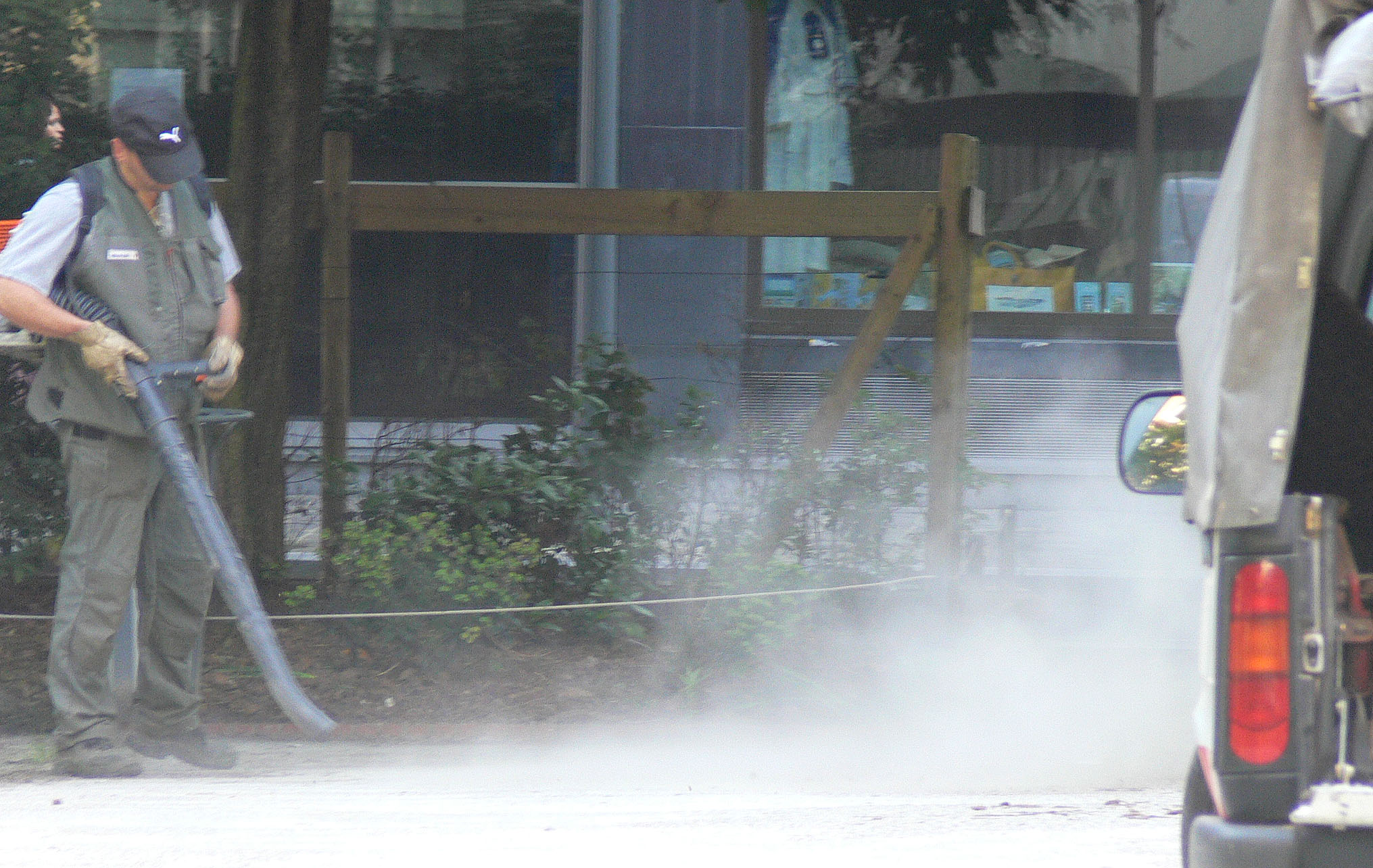
Une souffleuse portative, en nettoyant le sol, disperse dans l'atmosphère de la poussière.
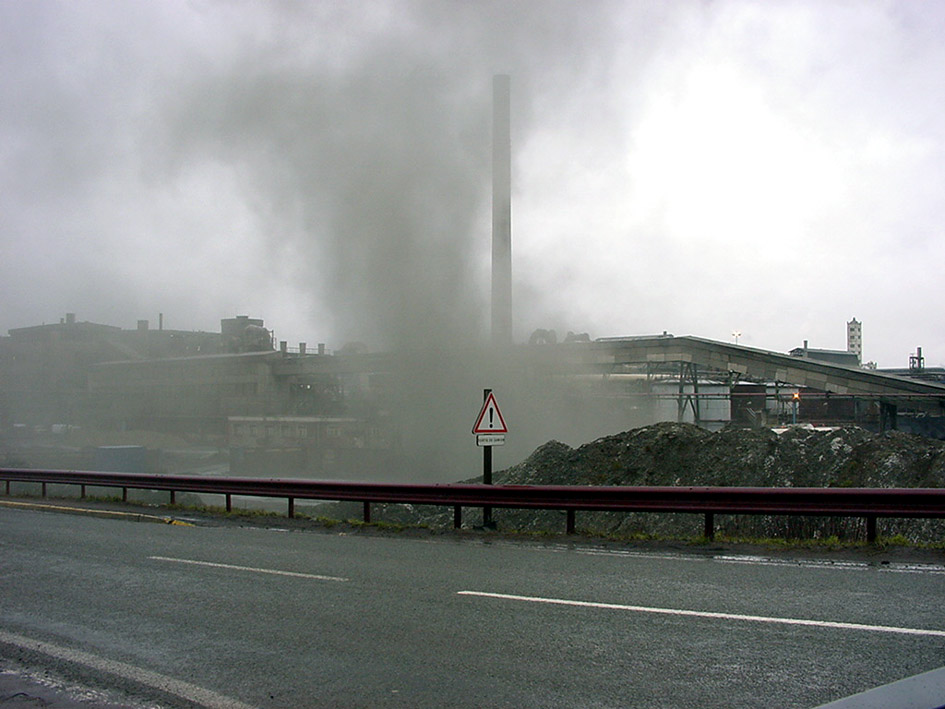
Envol tourbillonnaire de poussières de plomb toxique.
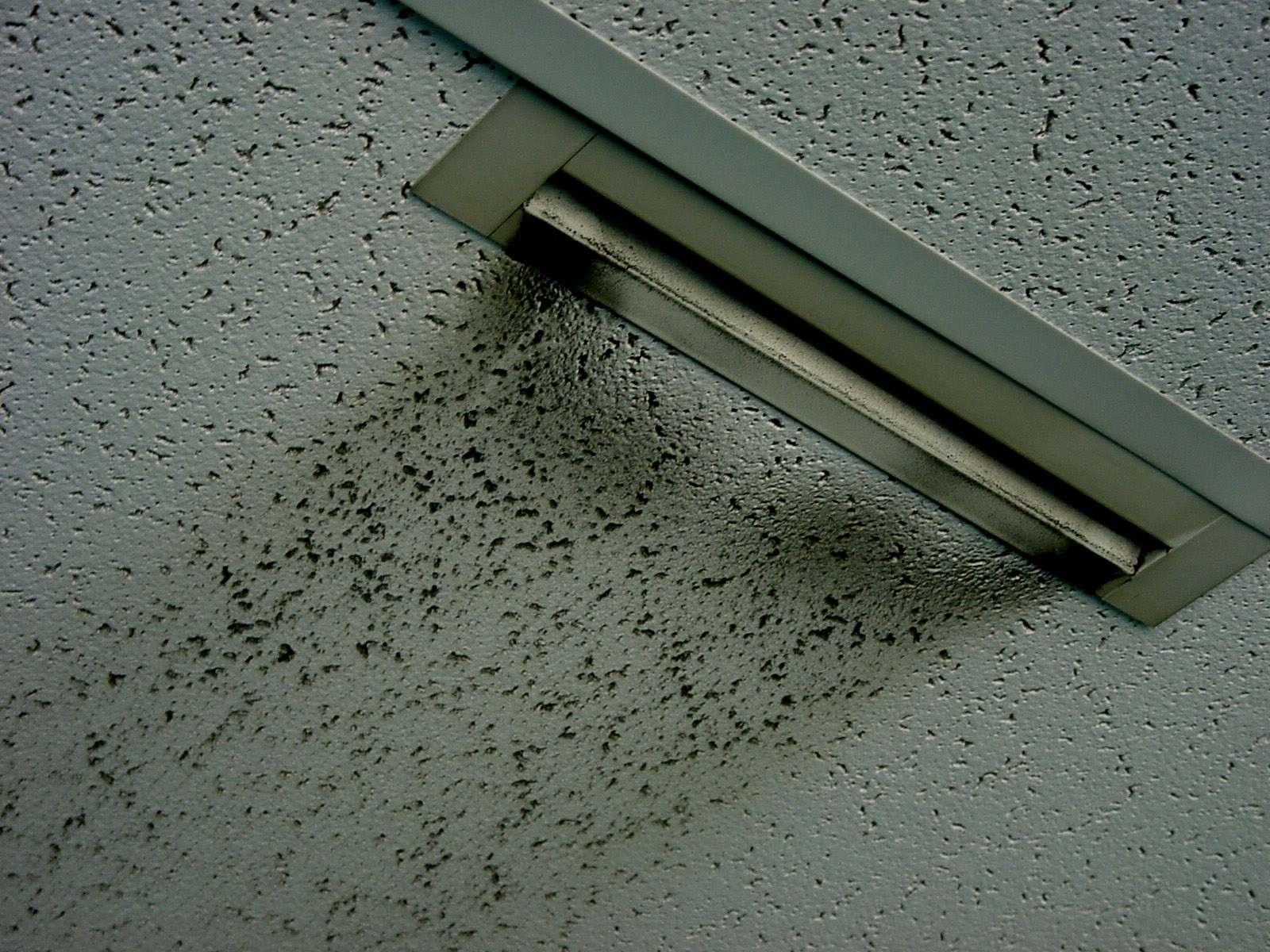
Particules polluant l'air intérieur (type suies et fumées de moteur Diesel)

## Classification
La métrologie des « PM » (anglais : Particulate Matter) fait appel dans le cas de la surveillance de la qualité de l'air à des méthodes physiques très sophistiquées ; la référence métrologique étant la gravimétrie par filtration, mais qui a l'inconvénient d'être une méthode discontinue ; pour déterminer les « PM » en continu, on utilise soit des micro-balances à quartz, soit des sondes à rayons bêta[réf. souhaitée]. Une autre méthode d'évaluation par comptage optique peut être fait avec des capteurs à diffraction laser moyennant une erreur réalisé par la densité fixée lors de l'étalonnage.
Selon la taille des particules (diamètre aérodynamique ou « diamètre aéraulique »), on distingue en métrologie les « PM10 », les « PM2,5 » ou les « PM1,0 » selon la taille des particules en micromètre ou microns (10-6 m ou 1 μm).
- PM10 particules en suspension dans l'air, d'un diamètre aérodynamique (ou diamètre aéraulique) inférieur à 10 micromètres[a]. Les particules plus fines peuvent être référencées :
- PM2,5 dont le diamètre est inférieur à 2,5 micromètres, appelées « particules fines »[19]
- PM1,0 dont le diamètre est inférieur à 1,0 micromètre, appelées « particules très fines »[20],[21]
- PM0,1 dont le diamètre est inférieur à 0,1 micromètre, appelées « particules ultrafines » ou « nanoparticules »[22]

Il est important de noter que :
- les particules d'un diamètre aérodynamique supérieur à 10 micromètres sont retenues par les voies aériennes supérieures (nez, bouche) ;
- les PM10, particules dites « respirables »[24], incluent les particules fines, très fines et ultrafines et peuvent pénétrer dans les bronches ;
- les PM2,5 incluent les particules très fines et ultrafines et pénètrent dans les alvéoles pulmonaires ;
- les PM1,0 incluent les particules ultrafines et peuvent passer la barrière alvéolo-capillaire.

## Catégories de particules - Compositions chimiques
Le Centre interprofessionnel technique d'études de la pollution atmosphérique distingue trois catégories de particules et quatre catégories de substances chimiques entrant généralement dans leurs compositions.
Les différentes particules peuvent être classées selon trois catégories : particules primaires, particules secondaires et particules remises en suspension.
Particules primairesElles sont émises directement dans l'atmosphère par un nombre élevé de sources anthropiques et naturelles (voir Émissions (environnement) et Polluant primaire).
Particules secondairesIssues de réactions physico-chimiques à partir d'autres polluants appelés précurseurs (avant tout SO2, NOx, NH3, COVNM) (voir Immission et Polluant secondaire).
Particules remises en suspensionUne fois déposées, les particules peuvent être remises en suspension sous l'action du vent ou en zone urbaine, sous l'action du trafic routier.

### Composition chimique des particules
Les particules ont des compositions chimiques différentes selon leur origine. Elles sont généralement composées de :
- sels sous la forme nitrates, sulfates, carbonates, chlorures, etc. ;
- composés carbonés organiques (HAP, oxydes, composés organiques condensables, etc.) (en anglais organic carbon notés OC) ;
- des éléments traces tels que métaux lourds ;
- carbone suie (en anglais black carbon, noté BC) lié aux combustions incomplètes de combustibles fossiles et de la biomasse.

| Pour des raisons techniques, il est temporairement impossible d'afficher le graphique qui aurait dû être présenté ici. |  | Pour des raisons techniques, il est temporairement impossible d'afficher le graphique qui aurait dû être présenté ici. |
| Source : Observatoire régional de santé d'Île-de-France.                                                               |  | |

## Prévalence
La pollution par les particules fines est plus élevée dans les pays pauvres (revenu faible et intermédiaire) que dans les pays riches (revenu élevé), à l'exception des pays à revenu élevé de l'est de la Méditerranée (pays du Golfe),,. Malgré l'apparition des filtres à particule et l'amélioration de la motorisation des véhicules (parfois surévaluée, comme l'a montré l'affaire Volkswagen par exemple), la pollution par les particules fines est en augmentation au niveau mondial.
Dans son bilan 2007 de la qualité de l’air (publié en 2008), Airparif alertait quant à l’augmentation des niveaux de particules dans l’air ambiant, qui avait conduit à dépasser les valeurs limites fixées au niveau de l’Union européenne.
Les transports n’étaient pas seuls en cause, et correspondaient pour Paris à moins de 40 % des sources de particules. Trois ministres avaient annoncé, conformément aux décisions du Grenelle de l'environnement, un premier projet de plan de lutte contre les particules, présenté le 12 février 2008 au Conseil national de l'air avant d’être soumis à concertation dans le cadre du comité opérationnel « air et atmosphère » présidé par Philippe Richert, et prévoyant de diminuer les émissions de particules industrielles, qui représentent 30 % des émissions en moyenne pour la France, du secteur résidentiel-tertiaire (25 % des émissions), d’origine agricole (30 % des émissions) et dues au transport (15 % des émissions).
Les données ci-dessus concernent les particules PM10. L'attention se porte à présent plus spécialement sur les particules fines de plus petit diamètre (PM2,5),.

### Inventaire année 2006
(Citepa/format SECTEN - février 2008.)
| Sous-secteur                          | PM2,5 |                                  | Sous-secteur | PM1,0 |
| ------------------------------------- | ----- | -------------------------------- | ------------ | ----- |
| Résidentiel                           | 39    | Résidentiel                      | 64           |       |
| Minér. non-métall. et mat. de constr. | 15    | Véhicules Diesel                 | 16           |       |
| Véhicules Diesel                      | 11,3  | Autres sources de l'agriculture* | 4,3          |       |
| Autres sources de l'agriculture*      | 8,5   |                                  |              |       |
| Culture                               | 7,3   |                                  |              |       |
| Total                                 | 81,1  | Total                            | 84,3         |       |
*Gaz d'échappement des engins agricoles et feux ouverts de déchets agricoles
| Sous-secteur     | PM2,5 | PM1,0 |
| ---------------- | ----- | ----- |
| Bois             | 38,6  | 63,6  |
| Gazole           | 11,1  | 16,8  |
| Fioul domestique | 5,7   | 8,4   |
| Charbon          | 1,3   | 1,6   |
| Total            | 56,6  | 90,4  |

### Inventaire année 2014
(Citepa/format SECTEN - avril 2016.)
| Sous-secteur                       | PM2,5 |                                     | Sous-secteur | PM1,0 |
| ---------------------------------- | ----- | ----------------------------------- | ------------ | ----- |
| Résidentiel                        | 45    | Résidentiel                         | 61           |       |
| Voitures particulières diesel      | 9,2   | Voitures particulières diesel       | 9,7          |       |
| Autres industries manufacturières* | 8,3   | Véhicules utilitaires légers diesel | 5,2          |       |
| Construction                       | 4,8   | Autres sources de l'agriculture**   | 4,7          |       |
| Élevage                            | 4,8   | Métallurgie des métaux ferreux      | 3,1          |       |
| Total                              | 72,1  | Total                               | 83,7         |       |
*Industries manufacturières, hors construction.
**Gaz d'échappement des engins agricoles et feux ouverts de déchets agricoles.
| Sous-secteur     | PM2,5 | PM1,0 |
| ---------------- | ----- | ----- |
| Bois             | 45,2  | 60,8  |
| Gazole et GNR    | 16,0  | 20,5  |
| Fioul domestique | 1,7   | 2,3   |
| Charbon          | 2,3   | 2,2   |
| Total            | 65,1  | 85,8  |

### Inventaire année 2019
| Sous-secteur             | PM2,5 |                          | Sous-secteur | PM1,0 |
| ------------------------ | ----- | ------------------------ | ------------ | ----- |
| Résidentiel/tertiaire    | 53    | Résidentiel/tertiaire    | 68           |       |
| Industrie manufacturière | 18    | Industrie manufacturière | 14           |       |
| Transports               | 18    | Transports               | 13           |       |
| Agriculture/sylviculture | 10    | Agriculture/sylviculture | 3            |       |
| Industrie énergie        | 1     | Industrie énergie        | 2            |       |
| Total                    | 100   | Total                    | 100          |       |

### Principaux contributeurs et évolutions
Comme indiqué dans les tableaux ci-dessus, le résidentiel, principalement par le chauffage au bois, est responsable de la majorité des émissions de particules fines en France,, ainsi que dans l'Europe entière,, et la contribution des chauffages au bois à la pollution locale aux particules peut être encore nettement plus importante en hiver par rapport aux moyennes annuelles,.
En 2006, les véhicules diesel, les matériaux minéraux non métalliques et les matériaux de construction venaient ensuite.
En 2014, les voitures particulières diesel, avec respectivement 9 et 10 % des émissions, suivent de loin le résidentiel, responsable de 45 et 61 % des émissions de PM2,5 et PM1,0.
On note par ailleurs une baisse significative de la contribution du fioul domestique entre 2006 et 2012.
Bien que le non-respect des normes de concentrations par la France soit à l'origine d'un contentieux européen, l'évolution de 2009 à 2016 sur la pollution aux particules est encourageante :
- mise sous surveillance des particules PM2,5 à partir de 2009 alors que la réglementation portait auparavant essentiellement sur les particules PM10, avec un doublement entre 2009 et 2016 du nombre de stations de mesure des PM2,5 ;
- évolution favorable des concentrations de PM10 (−41 % sur la période) et PM2,5 (−48 %)[44].

En 2016 en France, le secteur des transports (avions, bateaux, poids lourds, automobiles) est responsable de l'émission de 14 % des particules PM10 et de 18 % des particules PM2,5.

## Persistance des particules en suspension dans l'atmosphère

### Durée de suspension
Les particules peuvent demeurer dans l'atmosphère plus ou moins longtemps, selon leur taille et leur stabilité. D'autres facteurs peuvent influer sur leur durée de séjour dans l'air, par exemple les précipitations qui accélèrent leur élimination de l'atmosphère.
- Les particules grossières (fraction des PM10 de taille comprise entre 10 et 2,5 micromètres) retombent lentement. À titre d'exemple, la vitesse de chute d'une particule de diamètre aérodynamique de 10 µm est de 3 mm/s en air calme[45], ce qui est faible par rapport à des courants d'air pouvant à tout moment les remettre en suspension. En l'absence de tout mouvement d'air, la durée de séjour dans l'air de ces particules grossières est de l'ordre d'un jour.
- Ce sont les particules très fines (fraction des PM1 de taille comprise entre 1,0 et 0,1 micromètre) qui restent le plus longtemps en suspension dans l'atmosphère, jusqu'à une semaine environ. Elles peuvent ainsi être transportées sur de longues distances. Elles ne sont pratiquement éliminées que par les précipitations et ont le temps de s'accumuler dans l'air.
- Dans le cas des particules ultrafines (ou nanoparticules PM0,1), d'autres facteurs, qui accélèrent leur élimination de l'atmosphère, interviennent. Leur durée de séjour est très courte, de l'ordre de quelques minutes à quelques heures[18].

1. Deux phénomènes sont observés :
- certaines pollutions atmosphériques engendrées par diverses sources peuvent subsister longtemps après la fin des émissions, et éventuellement s'associer ou combiner leurs effets (ex. : pollution acido-particulaire) ;
- des émissions locales peuvent polluer l’air très loin de leur lieu d'origine. Quelques exemples sont décrits dans la section Transfert des particules sur de longues distances.

2. Les PM2,5 et les PM1 sont des indicateurs du secteur résidentiel (émetteur principal en France métropolitaine).
- La réduction des émissions de PM2,5 (qui incluent les particules PM1, les plus dangereuses pour la santé) fait partie des priorités du « Plan Particules », intégré dans le deuxième Plan National Santé Environnement[46], notamment pour les secteurs suivants[47] :
  - le secteur résidentiel, émetteur principal de PM2,5 et majoritaire de PM1, du fait essentiellement de la combustion du bois ;
  - le transport routier, à la quatrième place seulement pour les émissions de PM2,5 mais en seconde position pour les émissions de PM1, du fait essentiellement de la combustion du gazole qui compte pour une part importante de la pollution routière.

3. Une particule en suspension peut elle-même devenir un vecteur d'autres polluants qui s'y adsorbent plus ou moins provisoirement, ou qui y ont été intégrées lors de sa formation en zone polluée. Une étude a récemment montré que ces polluants sont transportés d'autant plus longtemps et plus loin par la particule si cette dernière s'est formée en zone polluée.

### Transfert des particules sur de longues distances

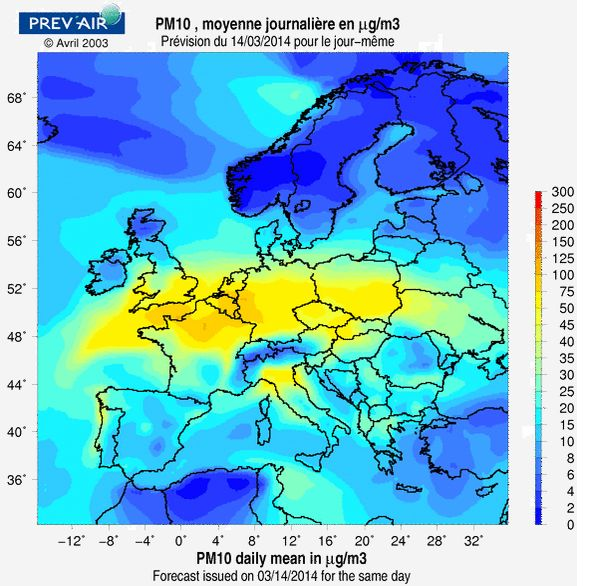
Concentration des particules PM10 en Europe le 14 mars 2014, carte établie par PREV'AIR.

- Un exemple de transfert de particules sur de longues distances est celui des tempêtes de sable au Sahara qui transportent des sables retrouvés jusqu'en zone circumpolaire.
- Autre exemple, impliquant la combustion de biomasse : au printemps 2006, des feux agricoles de l’Europe de l’Est ont considérablement pollué l’air d'une île de l'Arctique, à 3 000 km de distance. « L’importance de la combustion de la biomasse en Eurasie par rapport à celle des combustibles fossiles semble donc avoir été sous-estimée jusqu’alors dans l’inventaire de la pollution de l’air en Arctique[49]. »
- Une étude menée par Airparif de 2009 à 2011 a permis de quantifier la part de particules produites en Île-de-France de celles provenant des régions avoisinantes. Selon cette étude, à proximité d’un axe routier tel que le boulevard périphérique, les particules fines sont produites localement à près de 60 %, avec une contribution importante et stable du trafic routier (44 %). En revanche, en situation moyenne dans l’agglomération parisienne, les particules proviennent à près de 70 % d’autres régions françaises ou européennes. Parmi les 30 % de particules locales, la contribution du trafic et du chauffage au bois résidentiel est importante et similaire. Les niveaux de pollution sont plus importants durant les périodes les plus froides[50].
- La carte d'Europe établie par PREV'AIR montre clairement une énorme zone polluée au centre de l'Europe. Lors du pic de pollution en France du mois de mars 2014, cette zone s'est déportée vers l'ouest sous l'effet de vents d'est, et a atteint la France, où elle s'est ajoutée aux sources locales de pollution pour provoquer le pic de pollution de mi-mars 2014. Les sources de cette pollution sont probablement la Ruhr allemande, avec son bassin houiller et ses mines de lignite à ciel ouvert et la Pologne avec ses anciennes centrales à charbon. Il y a également une contribution du trafic routier et des épandages agricoles de ces régions[51].
- Dans la section En Europe sont présentées deux études portant sur la pollution particulaire atmosphérique transfrontière à longue distance, l'une de l'Organisation mondiale de la santé (OMS), l'autre de l'European Monitoring and Evaluation Programme (EMEP).

### Concentrations dans les tunnels et réseaux souterrains
Des expériences faites avec des volontaires sains montrent une réponse biologique (augmentation du taux de fibrinogène et de cellules T régulatrices CD4/CD25/FOXP3 dans le sang) après seulement deux heures d'exposition à l'air d'un métro. Cette réponse est a priori liée à l'inhalation de particules, les taux de PM10 et PM2.5 sont comparables dans un tunnel routier et dans l'environnement du métro. Mais les taux de particules ultrafines de monoxyde et dioxyde d'azote sont significativement plus bas dans le métro. Dans la même situation, la réponse inflammatoire pulmonaire a été plus marquée chez des asthmatiques légers.
Les gares souterraines, tunnels et réseaux souterrains sont des lieux souvent très fréquentés. Ils sont aussi fréquemment plutôt secs et difficiles à nettoyer, ce qui favorise une remise en suspension des particules fines lors du passage de personnes, de véhicules, par la ventilation forcée ou les courants d'air.
À la pollution de l’air extérieur s'ajoute donc celle générée par l'animation de la masse d'air, et par les émissions des moteurs de véhicules, trains ou rames, ou par le freinage (quand il n'est pas magnétique), surtout dans les tunnels mal ou rarement nettoyés. Les travaux faits dans les tunnels peuvent aussi générer des poussières et particules plus gênantes qu'à l'extérieur, car plus « confinées ».
Des études métrologiques et toxicologiques de l'air de ces milieux ont été faites dans de grandes villes, dont New York, Londres, Paris, Helsinki, Stockholm,, Lyon, Lille, Marseille ou Rennes : il n'y a pas, dans ces villes, d'évidence d'effets à court terme, mais ces analyses semblent globalement « indiquer que ces particules entraînent des effets au niveau cellulaire (modification de marqueurs de stress oxydant et d’inflammation, génotoxicité, (plus que pour les particules inhalées dans la rue), cytotoxicité), majorés par rapport à ceux induits par des particules issues d’autres sources (fond urbain, diesel) »,,.
En France, le ministère des Affaires sociales et de la Santé a périodiquement saisi le Conseil supérieur d’hygiène publique de France (CSHPF) afin d'obtenir des « valeurs de référence » et des avis : le Conseil a notamment recommandé aux exploitants d’améliorer la surveillance de la qualité de l’air, et en particulier la surveillance des particules fines,,,,.
Dans les tunnels de métros, trains ou tramway, des microparticules ou nanoparticules de fer pourraient être associées à une toxicité spécifique de l'air souterrain, mais les experts jugent que des études complémentaires, épidémiologiques et toxicologiques sont nécessaires, notamment pour les personnels plus exposés que le public à ces particules ; ceux-ci toutefois ne semblent pas épidémiologiquement plus affectés, au vu des données actuellement disponibles, qui doivent cependant être complétées (en France avec la RATP, qui a notamment en cours une étude interne sur le sujet, qui prévoyait d'être achevée en mars 2013).
Par exemple, à Marseille, dans le métro, la teneur en PM10 dépasse localement de 5 fois le seuil d'alerte des autorités sanitaires.
En région parisienne, 16 lignes de métro sont essentiellement souterraines (215 km de voies en tunnel), et le RER compte 76 km de tunnels et 8 lignes de trains essentiellement aériennes. En 2010, plus de 2,6 milliards de voyages ont été enregistrés sur le réseau ferré, avec près de 4 % d'augmentation entre 2006 et 2010. La RATP mesure en certains points la température, l'humidité relative, le renouvellement d’air (mesure par la teneur en dioxyde de carbone) et la qualité de l’air (oxydes d'azote, particules…), avec en 2012, 200 000 données brutes acquises dans l'année. En quelques points, et ponctuellement, les particules ultrafines, aldéhydes ou hydrocarbures aromatiques monocycliques ou polycycliques sont dosées (au niveau des quais, de couloirs de correspondance et dans quelques salles d'échange).
Dans le métro parisien (Châtelet, Franklin-Roosevelt et Auber), le taux de particules fines dépasse les normes de qualité de l’air (jusqu’à 7,5 fois plus qu’en surface à la station RER Auber, par exemple. À la suite d'une procédure syndicale lancée début 2013 par une procédure de droit d'alerte sur les conditions de travail, le Comité d'hygiène et de sécurité (CHSCT) demande actuellement des actions correctrices. Des badigeons de chaux ont été testés dans certains tunnels.
Selon Thibaut Vonthron, de l'« Association Respire », les tunnels du métro de Marseille « n’ont pas été nettoyés une seule fois depuis l’ouverture du métro. Les poussières s’y accumulent donc depuis plus de 30 ans ». En 2013, les syndicats concernés demandent l'ajout de filtres à « particules fines » performants sur les « trains aspirateurs », qui, la nuit, nettoient actuellement les voies. Ils demandent aussi la systématisation du freinage électrique (moins émissif et moins bruyant).
En France, le législateur a autorisé une exposition plus importante et différemment mesurée pour le personnel et pour le public.
Le grand public est considéré via son « exposition finale » (calculée sur la base du temps moyen passé dans le métro, conformément à une circulaire de 2003 du Ministère de la santé), alors que le personnel est régi par le Code du travail et les articles spécifiques aux émissions de particules fines (articles R. 4222-10 à R. 4222-17).

### Pics de pollution aux particules
Des conditions météorologiques anticycloniques, avec des températures très froides, favorisent une pollution due aux particules. En période hivernale, des masses d’air froid sont fréquemment bloquées près du sol (inversion de température). Les inversions de température à basse altitude constituent des « couvercles » qui souvent aggravent les effets de la pollution atmosphérique, particulièrement en cas de vent faible ou d'absence de vent. La dispersion atmosphérique est alors médiocre et l’accumulation des polluants est favorisée. Les particules et les polluants à l’origine de la formation des particules sont émis principalement par les systèmes de chauffage et le trafic routier, les pratiques agricoles et l’industrie.
Différents pays ont organisé des procédures pour faire face aux pics de pollution et pour les limiter. Ces procédures peuvent selon les pays notamment concerner l'utilisation de cheminées à bois à foyers ouverts ; l’usage de certains véhicules automobiles ; les limitations de vitesses sur les voies rapides urbaines et sur les autoroutes ; l’interdiction de brûlage de déchets verts.

## Enjeux climatiques
- La pollution acidoparticulaire interagit avec la pluviométrie (nucléation de gouttes d'eau aboutissant à la production d'une couverture nuageuse) et avec les écosystèmes (et donc indirectement avec les puits de carbone et l'évapotranspiration qui sont eux-mêmes des composants de la régulation du climat). Ceci est également valable loin des continents où en pleine mer les fumées émises par les navires produisent des aérosols fortement réfléchissant pour l'infrarouge[85].
- Certains aérosols constitués de particules naturelles ou artificiellement introduites dans l'air massivement présentes dans l'air, bien que presque invisibles à l'œil, contribuent à renvoyer une partie de la lumière solaire vers l'espace[86].
- Le carbone noir ((en) Black carbon BC, ou carbone suie) est lié aux combustions incomplètes de combustibles fossiles et de la biomasse. Il représente une partie des suies, mélanges complexes contenant principalement du carbone suie et du carbone organique ((en) Organic Carbon OC).

Constitué de carbone (C) dont la couleur noire absorbe le rayonnement solaire, le carbone suie a de ce fait un pouvoir de réchauffement de l'atmosphère. Il peut être transporté à longue distance et se déposer sur les étendues glaciaires en diminuant leur pouvoir réfléchissant (albédo) (voir neige noire) ; en revanche le carbone organique, qui réfléchit la lumière, tend à refroidir l'atmosphère. Mais le carbone suie produit, par unité de masse, un réchauffement bien plus important que le refroidissement causé par le carbone organique.
Le carbone noir est l'un des principaux polluants climatiques de courte durée de vie dans l’atmosphère. Ces polluants influent fortement sur le réchauffement du climat, ils sont les plus importants contributeurs à l'effet de serre d’origine humaine après le CO2.
D'une durée de vie de 3 à 8 jours dans l’atmosphère, les particules de suie sont émises principalement par le chauffage au bois et le transport routier dans les pays développés mais aussi par les fours de cuisson au bois et le brûlage des déchets verts dans les pays en développement.

## Enjeux de santé publique

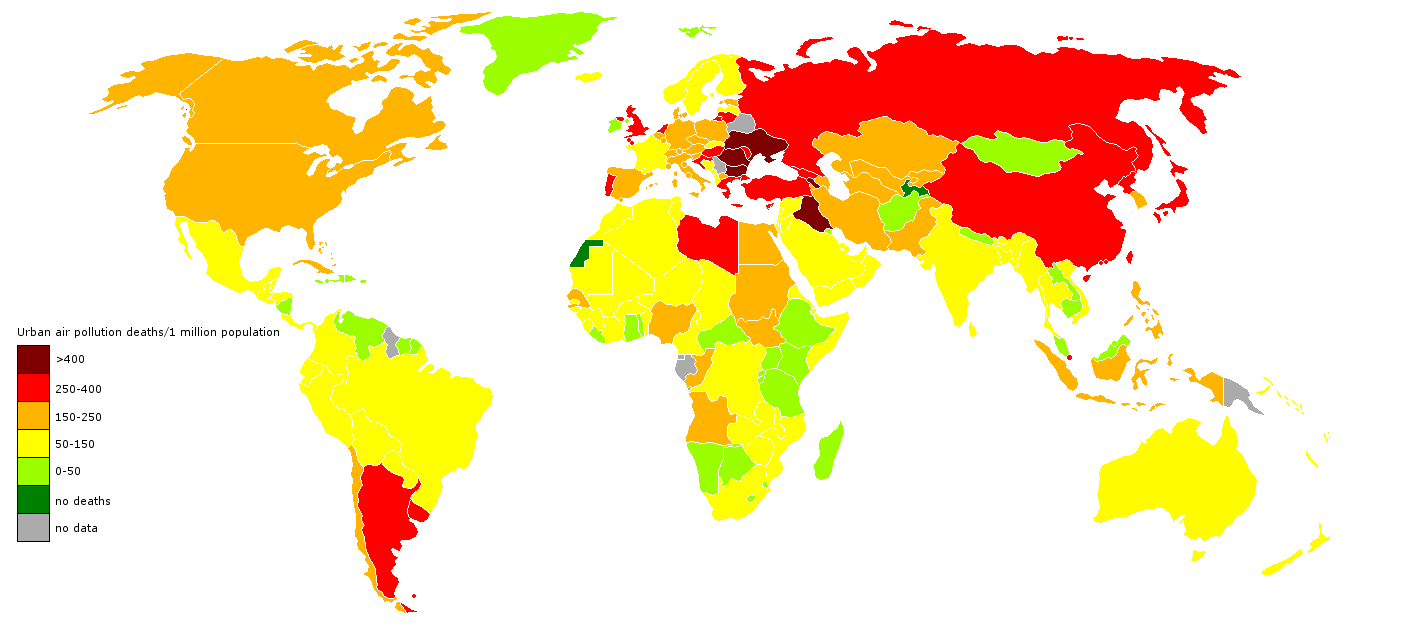
Carte évaluant (grossièrement et à titre très indicatif) le nombre de décès dus à la pollution de l'air par pays (en 2004). Source OMS. Remarque : cette carte diffère grandement d’une carte antérieure réalisée dans le cadre du même projet, elle-même très différente d'une autre carte faite par l'ESA. En raison de nombreux biais statistiques, ce type de carte reste encore imprécis.

Une étude de l'OMS du 25 mars 2014 indique que sept millions de personnes sont décédées prématurément en 2012 dans le monde, décès attribuables aux effets de pollutions de l'air extérieur et domestique dont 5,9 millions en Asie-Pacifique. La pollution particulaire est l'un des prédicteurs du taux de mortalité dans la population qui la subit.
Une étude publiée en 2022 dans GeoHealth (revue de l'Union américaine de géophysique) estime que l'élimination des émissions des combustibles fossiles liées à l'énergie aux États-Unis éviterait chaque année 59 400 décès prématurés et 678 milliards de dollars de dépenses liées aux prestations maladies et décès.
Selon leurs tailles, ces particules fines pénètrent plus ou moins profondément dans le système respiratoire. Des particules de type PM2,5 arrivent jusqu'au niveau des alvéoles pulmonaires. Les PM1.0 (particules très fines, ultrafines et nanoparticules) peuvent franchir les membranes cellulaires et certaines (métalliques ou carbonées notamment) présentent une toxicité cellulaire,.
Ces particules présentent une forme de toxicité liée à leur très petite taille, indépendante de la toxicité chimique ou radiologique intrinsèque de la molécule ou du composé chimique.
Sur le modèle animal (souris de laboratoire|murin), les PM2,5 sont source d'une érosion de la cornée (mise en évidence par la Fluorescéine).
Le Citepa, organisme qui assure la réalisation technique des inventaires de la pollution atmosphérique en France métropolitaine, signale qu'une attention particulière doit être portée aux émissions de particules : « Les particules solides servent de vecteurs à différentes substances toxiques voire cancérigènes ou mutagènes (métaux lourds, HAP...) et restent de ce fait un sujet important de préoccupation. » Ces particules ont causé près de 40 000 nouveaux cas d'asthme en un an en France (près de 20 % de tous les nouveaux cas). Chez l’adulte, elles auraient causé environ 11 % des cas de BPCO et 10 % des cas de cancer du poumon.
En matière économique (dépenses du système de soins, pertes de production du fait de la maladie, composante immatérielle liée à la perte de bien-être...), la pollution de l'air ambiant est évaluée en France à :
- 12,9 milliards d’euros en lien avec les particules fines (près de 200 euros par an et par habitant) ;
- 3,8 milliards d’euros pour le dioxyde d'azote (59 euros par an et par habitant).

Respecter des valeurs de l'OMS permettrait une économie de 9,6 milliards d’euros pour les PM2,5, et 1,7 milliard d’euros pour le NO2.

### Particules en suspension classées cancérogènes pour l'homme
La pollution de l'air extérieur est classée cancérogène certain (groupe 1) pour l'homme par le Centre international de recherche sur le cancer (CIRC) ; elle « provoque le cancer du poumon » et accroît le risque de cancer de la vessie. Les « matières particulaires » (particules en suspension, « particulate matter » - PM - en anglais), « une composante majeure de la pollution de l'air extérieur », ont été évaluées séparément et ont également été classées comme cancérogènes pour l’homme (groupe 1). Les principales sources de pollution sont les transports, la production stationnaire d'électricité, les émissions industrielles et agricoles, le chauffage résidentiel et la cuisine. Le CIRC avait déjà établi le caractère cancérogène à l’intérieur des habitations de la combustion domestique (chauffage et cuisson des aliments) du charbon, notamment pour le cancer du poumon. Le caractère cancérogène, à l'intérieur des habitations, de la combustion domestique de biomasse (principalement le bois) a été établi pour le cancer du poumon seulement.

### Recommandations
En France, selon l'INRS, « la concentration en poussières alvéolaires (susceptibles de pénétrer dans les voies pulmonaires jusqu'aux alvéoles, de s’y déposer et d’y rester durablement, en créant une surcharge pulmonaire néfaste pour l’organisme) ne doit pas dépasser 5 mg/m3 d'air » (5 mg/m3 = 5 000 μg/m3).
Mais l’Organisation mondiale de la santé (OMS) considère qu’il vaut mieux ne pas dépasser le seuil de 25 μg/m3 en moyenne sur 24 heures pour les particules 2,5, et de 50 μg/m3 en moyenne sur 24 heures pour les PM10.
Selon l’OMS, au moins 1,4 % des décès dans le monde seraient induits par les particules polluantes de l’air - qui figurent aussi, pour un grand nombre de gens, comme facteur de diminution de l’espérance de vie :
- diminution de 8,2 mois dans l’Europe des quinze ;
- diminution de 10,3 mois dans les dix nouveaux États de l’Union européenne (plus pollués) ;
- les effets sont 3 fois plus élevés là où sont concentrés les transports et émissions de chauffage ou centrales thermiques mal filtrées (par rapport aux zones moins polluées)[104] ;
- les PM de taille inférieure à 2,5 micromètres (PM2,5) sont les plus dangereuses[104].

### En Europe

#### Décès prématurés
Dans l’UE des vingt-cinq, ce sont environ 348 000 morts prématurées par an qui sont attribuées à cette pollution, selon un rapport du programme Clean Air for Europe (CAFE), mené par la Commission européenne et publié en 2005, dont 42 000 en France. L'estimation pour la France est réévaluée à 48 000 décès par an pour les seuls particules fines PM2,5.

#### Pollution atmosphérique particulaire transfrontière à longue distance
Les particules en suspension ne sont pas seulement un problème local à proximité des sources d'émission, elles peuvent être transportées très loin par le vent.
Dans l'Europe des Quinze, selon une étude de l'OMS traitant des risques sanitaires liés à la pollution particulaire atmosphérique transfrontière à longue distance, on note une diminution de la contribution du transport routier aux émissions de PM2,5, malgré une augmentation du trafic ; cette tendance devrait se poursuivre dans les prochaines années, avec les nouvelles réglementations européennes. En revanche, toujours pour les émissions de PM2,5, on prévoit une augmentation de la contribution des procédés industriels et de la combustion domestique du bois (chauffage/cuisson) ; cette dernière deviendrait, à l'horizon 2020, la principale source de PM2,5 (38 % des émissions), contre 28 % pour les procédés industriels, 23 % pour les sources mobiles (dont 7 % pour les échappements des véhicules diesel), 6 % pour l'agriculture, 3 % pour la production d'énergie, et 2 % pour la combustion industrielle (p. 29, 30).
| (1) Combustion domestique du bois                                                                                                   | (2) Procédés industriels                                         |
| - Chauffage au bois | - Air pollué par les émissions d'une cimenterie - Usine verrière |
| (3) Sources mobiles | (4) Agriculture                                                  |
| - Échappement de véhicule à moteur - Transport maritime                                                                             | - Machines agricoles - Écobuage                                  |
| (5) Production d'énergie | (6) Combustion industrielle                                      |
| - Centrale électrique à charbon équipée d'électro-filtres. La mise à l'arrêt d'un des filtres entraîne l'émission de la fumée brune | - Usine d'incinération                                           |

La combustion incomplète des combustibles fossiles et de la biomasse émet du « carbone noir » ((en) Black Carbon BC, encore appelé carbone suie). 

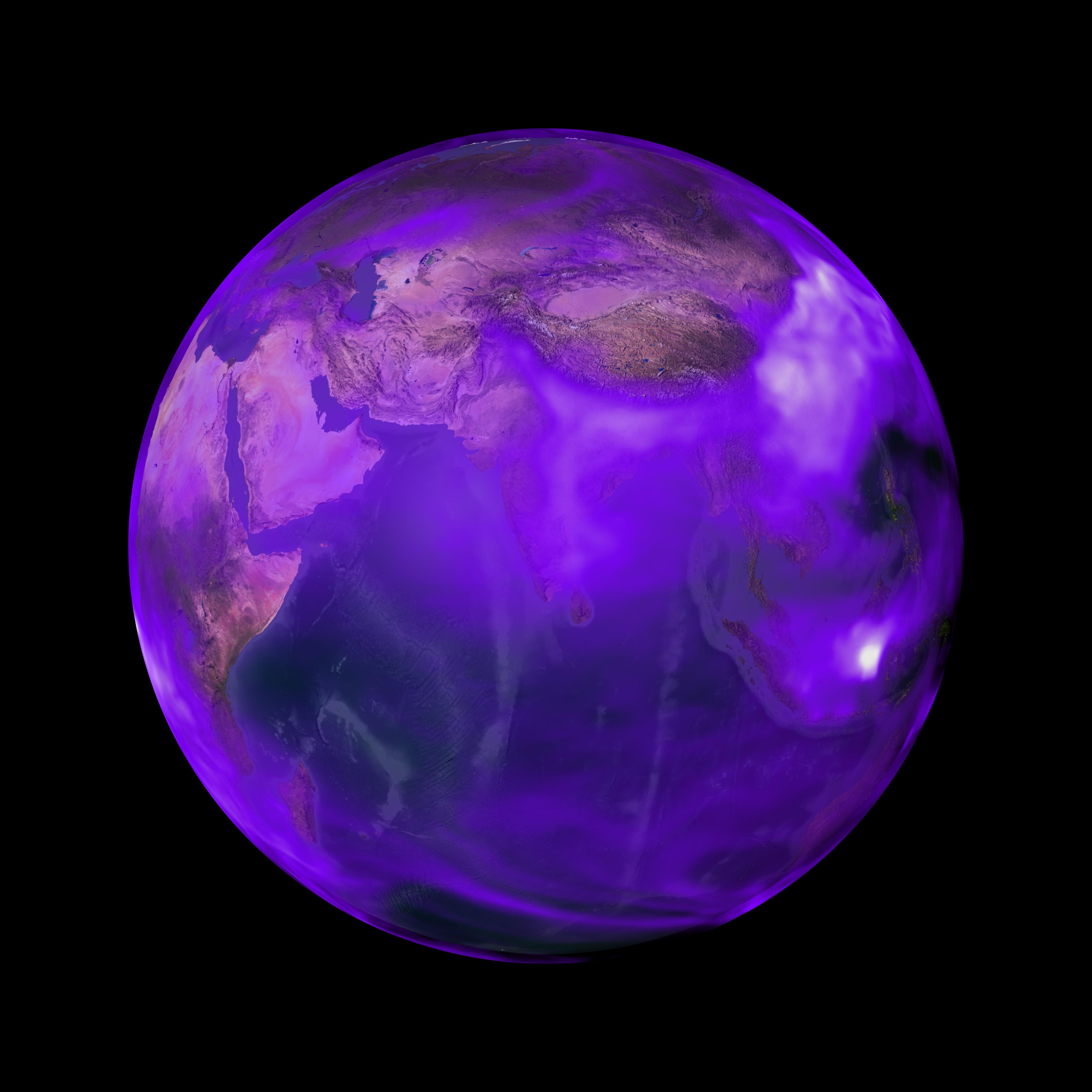
Présent dans le monde entier, le carbone noir, communément appelé suie, est émis dans l'air lorsque des combustibles fossiles et des biocombustibles, tels que le charbon, le bois et le gazole, sont brûlés.

 Le carbone noir est un aérosol carboné qui, outre ses effets négatifs sur la santé, absorbe fortement la lumière solaire et contribue au réchauffement de l'atmosphère. Son dépôt aggrave la fonte de la neige et de la glace. Plus que d’autres régions, l’Arctique et les régions alpines pourraient tirer avantage de la réduction des émissions de carbone noir. Le carbone noir contribue à la rétroaction de l’albédo de la neige, qui peut modifier l’équilibre radiatif mondial. Si l’on se réfère aux projections établies par l’Institut international pour l’analyse des systèmes appliqués, dans le cadre du programme CAFE (Clean Air For Europe), ici encore, le chauffage domestique, notamment le chauffage au bois, sera l’une des principales sources de rejet de « matières particulaires » et de « carbone noir ». Les émissions de ce type sont peu réglementées dans de vastes régions de l’Europe. De plus, les petites installations utilisées pour se chauffer au bois sont anciennes et rejettent beaucoup d’aérosols carbonés. Pour finir, les poêles et les foyers résidentiels ont une durée de vie assez longue, ce qui retarde l’adoption de technologies plus propres.
Un rapport EMEP (de l'anglais European Monitoring and Evaluation Programme) a montré qu'en 2005-2006, de nombreuses grandes villes européennes étaient très polluées par les particules, avec des teneurs moyennes en PM2,5 dépassant quotidiennement et annuellement — et de beaucoup — les seuils, valeur limites ou directives de l'OMS (qui sont plus strictes que les limites européennes).
Le pic de pollution de mars 2014 a donné lieu en France à des publications faisant état du caractère transfrontalier de la pollution aux particules fines, qui a été ressenti aussi bien dans des régions rurales qu'urbanisées.

#### Autres transports de particules
Les valeurs limites OMS sont aussi dépassées dans des secteurs de taille très significative en aval de zones urbaines denses, à la suite du transport des petites particules par le vent.
Selon une étude de 2009, depuis la fin des années 1970 jusqu'au début des années 2000, les variations d'espérance de vie, mesurées dans 51 régions urbanisées des États-Unis, ont confirmé une corrélation entre la mortalité et l’évolution du taux de pollution de l’air par les particules fines ; une diminution de 10 μg/m3 de particules fines PM2,5 (< à 2,5 μm) dans l’air s’est traduit sur cette période par une augmentation l’espérance de vie de 5 à 9 mois (en tenant compte des évolutions socio-économiques, démographiques, ainsi que de l’exposition au tabac durant la même période).

## Réglementation, contrôle et surveillance

### Australie
L'Australie a défini des limites pour les particules dans l'air :
|                                                                  | PM10            | PM2.5           |
| ---------------------------------------------------------------- | --------------- | --------------- |
| Moyenne annuelle                                                 | aucune          | 8 µg/m3         |
| Moyenne journalière (24-heures) Dépassement autorisés dans l'air | 50 µg/m3 Aucune | 25 µg/m3 Aucune |

### Canada
Au Canada les limites sont nationales et fixées par le forum fédéral-provincial, le Conseil canadien des ministres de l'environnement (en) (CCME). Les juridictions (provinces) peuvent définir des normes plus contraignantes. Le seuil CCME pour les particules (PM2.5) défini en 2015 est de 28 μg/m3  et de 10 μg/m3 (moyenne annuelle),.

### Chine
La Chine a défini des seuils limites de particules dans l'air :
|                                                               | PM10             | PM2.5           |
| ------------------------------------------------------------- | ---------------- | --------------- |
| Moyenne annuelle                                              | 70 µg/m3         | 35 µg/m3        |
| Moyenne journalière(24-hour) Dépassement autorisés dans l'air | 150 µg/m3 Aucune | 75 µg/m3 Aucune |

### Europe

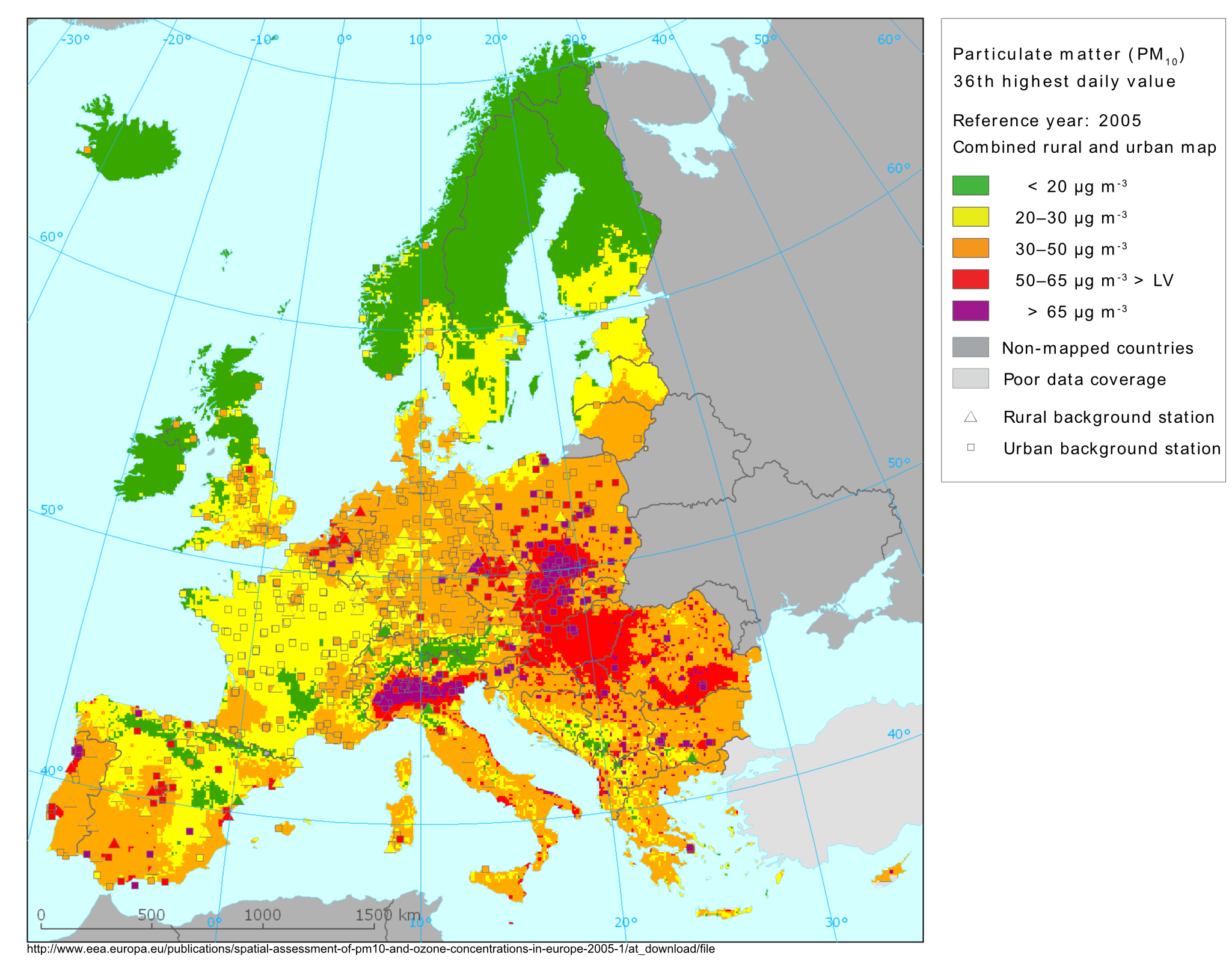
Taux de PM10 dans l'air en Europe en 2005 (à partir des valeurs moyennes quotidiennes maximales), Source. AEE (Agence européenne pour l'environnement)

La réglementation européenne défini un cadre légal et réglementaire, qui permet de savoir quels sont les États membres qui ne respectent pas la réglementation européenne, grâce à un processus de contrôle.
En EuropeDepuis janvier 2005, deux valeurs-limites sont applicables en Europe pour les PM10 :
- une norme de 50 microgrammes par mètre cube (μg/m3), à ne pas dépasser sur 24 h, et ne devant pas être dépassée plus de 35 jours par an ;
- une concentration moyenne annuelle de 40 μg/m3 qu'on ne doit en aucun cas dépasser.
Les échéances de la directive s’étalent de 2014 à 2020.
Pour les particules, faute de consensus sur les seuils, elle n’avait pas retenu de seuils d’information ni d’alerte, alors qu’ils existent pour le dioxyde d’azote, du dioxyde de soufre ou l’ozone.
Or, un ou plusieurs dépassement de cette norme ont concerné 83 millions de personnes dans 132 zones ; en Allemagne, Espagne, Estonie, Italie, Pologne, Slovénie, Suède, à Chypre, au Portugal et au Royaume-Uni.

#### Pays ne respectant pas la réglementation européenne
Début 2009, six mois après une lettre d’avertissement de juin 2008, la Commission a entamé une poursuite contre dix États membres (dont la France) pour non-respect de la norme européenne de qualité de l’air sur les particules PM10 (moins stricte que celle de l'OMS). L'Europe a accordé un délai supplémentaire pour respecter la norme sur les PM10, aux États capables de prouver qu'ils avaient fait un effort pour respecter les valeurs-limites dès 2005, mais que cet effort avait été contraint par des faits ne dépendant pas d'eux, et qu’un plan relatif à la qualité de l'air a été mis en œuvre dans toutes les zones concernées. En 2008, l'Allemagne, l'Espagne, l'Italie et la Pologne n'avaient fait aucune demande pour leurs dépassements locaux des valeurs-limites de PM10. En 2011, l'UE a assigné la France devant la CJUE (avec pénalités financières) pour les dépassements des normes européennes en matière de PM10 (notamment dans 16 zones ; Marseille, Toulon, Avignon, Paris, Valenciennes, Dunkerque,Lille, mais aussi tout le territoire du Nord-Pas-de-Calais, Grenoble, Montbéliard/Belfort, Lyon, le reste de la région Rhône-Alpes, la zone côtière urbanisée des Alpes-Maritimes, Bordeaux, la Réunion et Strasbourg (qui est en 2011 le seul secteur pour lequel les conditions de prolongation du délai d'application de la législation européenne sont réunies).

#### Processus de contrôle appliqué en France
- Les mesures avec dosages sont assurées en France par les associations agréées de la surveillance de la qualité de l'air (AASQA).
- Des plans régionaux de la qualité de l'air (PRQA) se mettent en place ou sont renouvelés.
- En réponse aux alertes de l'AFSSET à la Convention d'Aarhus et à plusieurs directives européennes, le gouvernement a annoncé un dispositif amélioré d’information du public, un objectif de réduction de 30 % de la pollution avant 2015 (notamment pour les émissions issues des véhicules et de la combustion du bois). 
Ce « plan particules » (qui en fait date de 2008), proposé par Jean-Louis Borloo, Roselyne Bachelot, ministre de la Santé, et Chantal Jouanno, secrétaire d’État à l’écologie devait être « décliné par région et/ou inclus dans le deuxième plan national santé-environnement (dès sa sortie prévue en avril 2009); Une nouvelle version a été publiée en 2010[122]. Il avait deux priorités : résoudre les inégalités environnementales et cibler des mesures sur les populations sensibles.
- Un plan spécifique concerne la surveillance de la qualité de l’air dans les crèches et les écoles (avant fin 2009).
- En 2011, le pays est poursuivi en Justice par l'UE pour efforts insuffisants. 
Selon FNE, « les Zones d'actions prioritaires pour l'air (Zapa) ne pourront régler cette question, et cette pollution s'ajoute à d'autres dérives (ex. : vingt-quatre dépassements des valeurs limites de dioxyde d'azote (NOx) dans les agglomérations de plus de cent mille habitants, en 2010). »
L'Association santé environnement France (ASEF), réunissant 2 500 médecins, rappelle que cette pollution - outre les pénalités à verser à l'Union européenne - aggrave les coûts d'assurance maladie à cause des allergies, asthmes, accidents cardiovasculaires et cancers auxquels elle contribue (200 à 800 millions d'euros pour la Sécurité sociale en 2006 selon l'Agence française de sécurité sanitaire de l'environnement et du travail (Afsset)).

La France a été condamnée par le Conseil d’État[réf. nécessaire] pour non-respect des normes définies par la directive européenne de 2008. Celle-ci définit un seuil d’exposition à 40 µg/m3 en moyenne annuelle. Dans dix zones dont les agglomérations parisienne, lyonnaise, marseillaise ou la Martinique, ce seuil n'est pas respecté. En 2017, dans dix-neuf zones, dont l’Île-de-France et la région Rhône-Alpes, les émissions de dioxyde d’azote sont en excès.

## Moyens de lutte

### Captage des particules à la source
Un moyen commun de capturer les particules à la source est le filtre électrostatique qui est efficace, bien qu'onéreux. De nombreuses cheminées industrielles sont munies de ce moyen de dépoussiérage, voire de filtres à manches, en particulier dans les centrales thermiques et dans des usines d'incinération de déchets.
Des filtres à particules sont également développés notamment pour les moteurs diesel et les installations de combustion du bois.

### Purificateurs d'air

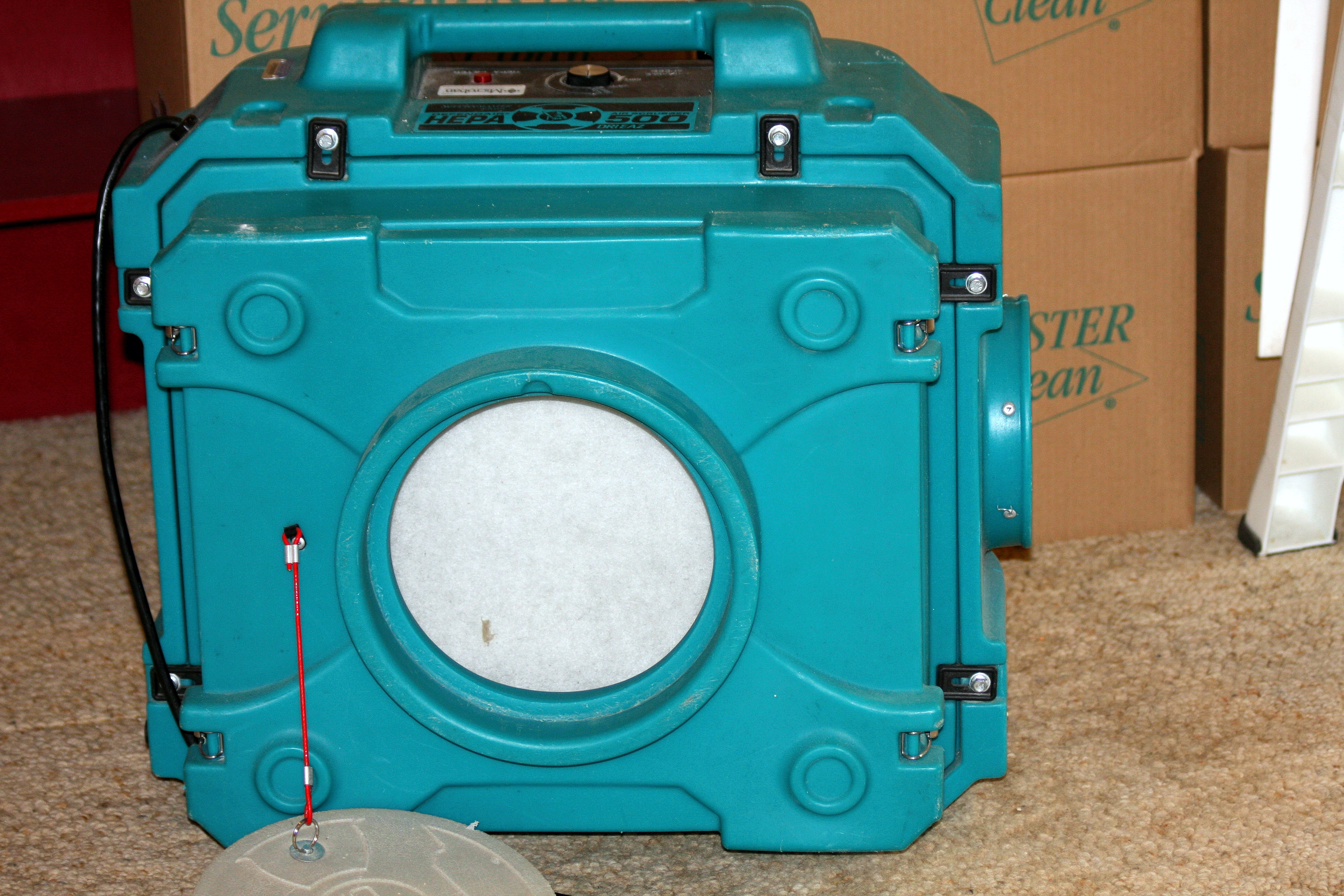
Unité portable de filtration HEPA (à haute performance). Peut purifier l'air dans un bloc médical d'urgence, ou après un incendie, des travaux, une pollution de l'air ou encore lors d'un processus de fabrication source de particules ; Au moins 99,97 % des particules en suspension (jusqu'à 0,3 µm) sont retenues. Le rendement volumique décroit avec l'encrassement. Une source d'électricité est nécessaire.

Malgré de nettes améliorations de la qualité de l'air pour certains paramètres (plomb, soufre par exemple), les taux de PM2,5 en Europe, aux États-Unis et surtout en Chine restent préoccupants et source de surmortalité. Des études récentes (2017), ont invité à mieux évaluer l'intérêt de stratégies individuelles de prévention (port de masques, utilisation d'épurateurs d'air intérieur) pour la santé.
Il existe des purificateurs d'air individuels ou familiaux, destinés à assainir une ou quelques pièces d'un logement. Ils sont basés sur deux grands principes, éventuellement associés :
1. Précipitateur électrostatique : leur consommation typique est d'environ 80 W pour une pièce de 40 mètres carrés et ils doivent être laissés branchés en permanence hors nettoyage mensuel ou trimestriel. Leur nuisance sonore est intermédiaire entre celle d'un petit ventilateur domestique et celle d'un climatiseur pour une pièce de même taille. Leur prix à l'achat dépasse un peu la centaine d'euros[réf. souhaitée]. Les plaques électrostatiques doivent être nettoyées typiquement une fois par mois au lave-vaisselle, de préférence séparément pour une meilleure efficacité. La poussière qu'elles collectent est absolument impalpable : si l'on en prend entre le pouce et l'index, une partie reste incrustée plusieurs heures,voire jours, dans le tissu de la peau malgré des lavages répétés [réf. souhaitée] ;
2. Purificateurs mécaniques, par exemple le purificateur HEPA[129], ainsi que des appareils à ionisation qui ne contiennent pas de plaques électrostatiques, mais ionisent négativement les particules de l'air qui vont se fixer sur les surfaces de la maison qui sont chargées positivement : murs, meubles, tissus. Certains appareils modernes sont hybrides, ils comportent plusieurs équipements mécanique ou électrique en séquence dans le but d'augmenter leur efficacité[130].

Plus les PM2,5 sont extraits de l'air, plus la santé cardiovasculaire est améliorée : un essai randomisé a consisté à exposer 40 personnes âgées cardiaques (non-fumeurs), à l'intérieur d'un établissement pour personnes âgées à faible revenu d'une zone urbaine typique des États-Unis, à un air non filtré, moyennement filtré ou très filtré via un système portable individuel (relativement peu coûteux). La tension artérielle brachiale des résidents était l'indicateur d'effet principal mesuré quotidiennement (d'autres mesures comprenaient l'hémodynamique aortique, la vitesse des ondes de pouls et la variabilité de la fréquence cardiaque). L'étude a conclu que quand l'exposition aux particules fines diminue grâce à la filtration de l'air, la pression artérielle systolique diminue alors conjointement. Le systèmes de filtration d'air portables semble donc potentiellement cardioprotecteur à court terme (3 jours de filtration d'air suffisait à faire chuter la pression systolique et diastolique brachiale respectivement de 3,2 mm Hg et de 1,5 mm Hg. La pression artérielle systolique et diastolique diminuaient régulièrement lors de la période de filtration de 3 jours, respectivement avec une moyenne de 3,4 mm Hg  et de 2,2 mm Hg. En 3 jours, la plupart des résultats secondaires (pouls, etc.) n'étaient cependant pas significativement améliorés.

### Autre méthode
Dans les houillères de France, au temps où il y en avait, les poussières de houille, produites en grande quantité sous le nom de fines étaient collectées mécaniquement dans un bac nommé la « caisse à fines ».
Un lavage de l'air empoussiéré par brumisation est utilisé sur certains chantiers ou installations industrielles et minières.